# Cuestión del seno Última Esperanza

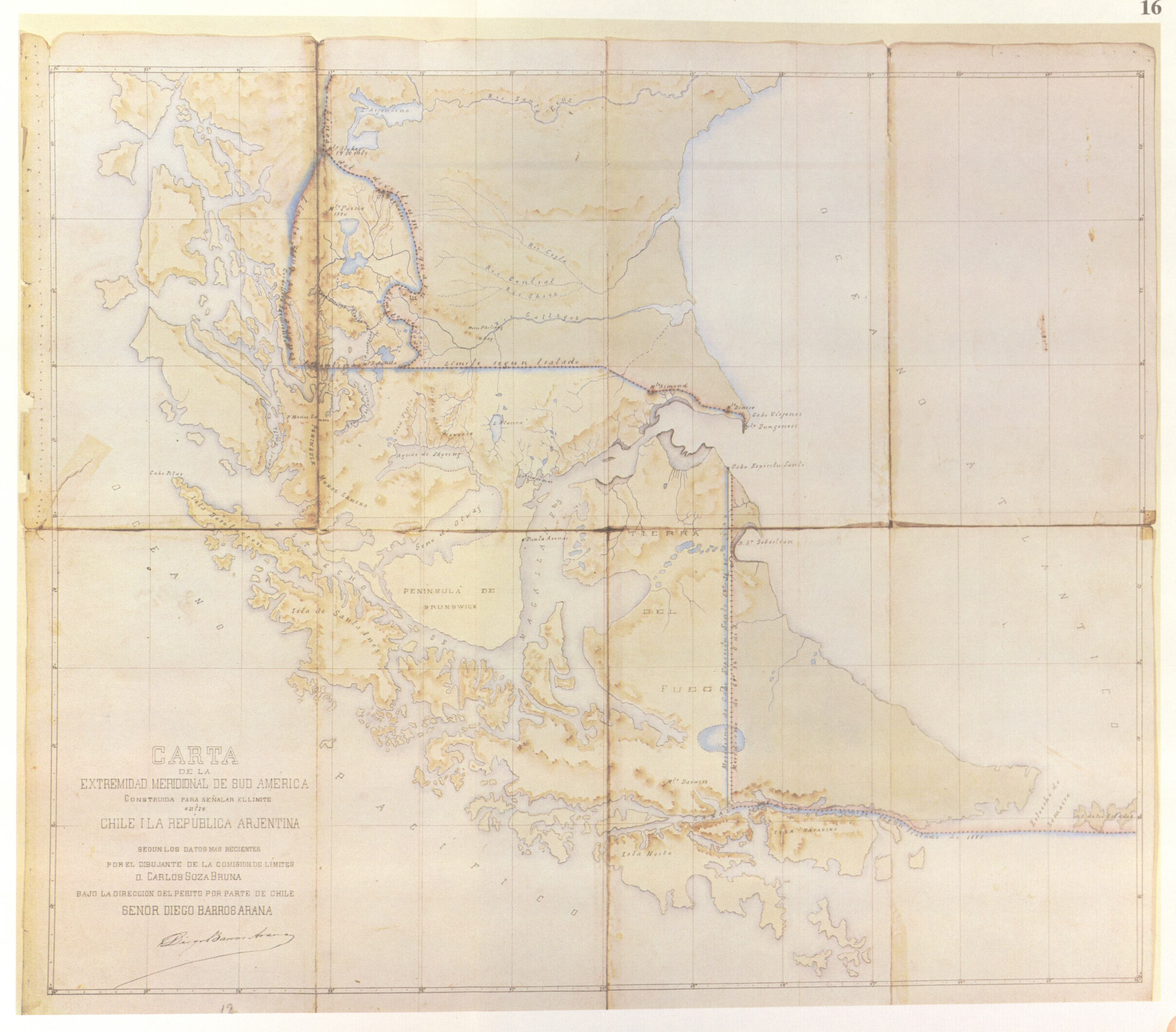
Mapa confeccionado por Carlos Soza Bruna bajo la dirección del perito Diego Barros Arana, mostrando los límites pretendidos por la Argentina y Chile en el seno Última Esperanza.

La disputa entre la Argentina y Chile por el área circundante al seno Última Esperanza surgió debido a la ambigüedad del artículo 1º del Tratado de Límites del 23 de julio de 1881. La Argentina reclamaba como su límite occidental a las altas cumbres de la cordillera de los Andes, las que en el área del seno Última Esperanza se hallan al occidente del mismo, pretendiendo allí poseer costas en el Océano Pacífico. La disputa fue resuelta definitivamente mediante el fallo arbitral británico del 20 de noviembre de 1902, quedando el área bajo soberanía chilena.

## Tratado de 1881
Luego de la firma del Tratado de Límites de 1881, comenzó a demarcarse la línea limítrofe, con lo cual se puso en evidencia que el tratado hacía coincidir dos criterios de demarcación, el de las altas cumbres (orográfico) y el de la divisoria continental de aguas (divortium aquarum). Lo cual no ocurría a lo largo de toda la frontera, no pudiendo ponerse de acuerdo los peritos demarcadores. La divisoria continental de aguas favorecía en general a Chile y el criterio de las altas cumbres era favorable a la Argentina.

Artículo 1º. El límite entre Chile y la República Argentina es, de Norte a Sur, hasta el paralelo cincuenta y dos de latitud, la Cordillera de los Andes. La línea fronteriza correrá en esa extensión por las cumbres más elevadas de dicha Cordillera que dividan las aguas y pasará por entre las vertientes que se desprenden a un lado y otro. Las dificultades que pudieran suscitarse por la existencia de ciertos valles formados por la bifurcación de la Cordillera y en que no sea clara la línea divisoria de las aguas, serán resueltas amistosamente por dos Peritos nombrados uno de cada parte. En caso de no arribar éstos a un acuerdo, será llamado a decidirlas un tercer Perito designado por ambos Gobiernos. (...)
Tratado de 1881

## Comienzo de la disputa
De acuerdo a la tesis de límite orográfico, el perito argentino, Francisco Pascasio Moreno, dirigió un informe a su gobierno en 1878 interesándolo sobre la cuestión: 

La primera Abra y la de Warley, que también es argentina, tiene muy buenos puertos y fondeaderos. El territorio inmediato es muy distinto del situado al Oeste de la cordillera Sarmiento. El clima es muy benigno, la lluvia menos frecuente, las tierras fértiles en extremo y las montañas que no son elevadas, dejan grandes valles entre sus cuestas (...) Creo que haciendo estudiar esa región, remontando con un pequeño vapor el Santa Cruz y desprendiendo expediciones desde el lago Argentino, podría hacerse un fácil reconocimiento de ese territorio y conoceríamos así la facilidad que existe en la comunicación de nuestros establecimientos atlánticos con los que en el futuro se funden en esas aguas del Pacífico.

Según Moreno el límite debía seguir desde el monte Stokes la cordillera Sarmiento de Gamboa hasta el paralelo 52° sur. De esa manera quedaban en territorio argentino el seno Última Esperanza, el golfo Almirante Montt y las bocas norte del seno Obstrucción y del canal Valdés. También la parte norte del canal de las Montañas, y una serie de lagos: Dickson, Paine, Sarmiento, del Toro, Porteño, de Grey, Nordenskjöld, Balmaceda, Diana, Aníbal Pinto (parte norte), la laguna Azul y la cuenca del río de Grey. También la mitad norte de la isla Diego Portales y otras menores: Ballesteros, Focus, etc. La totalidad de la península Antonio Varas y la mayor parte de la península Roca. Desde el canal Valdés se accedería por barco siguiendo el canal Kirke, el canal Morla Vicuña, el seno Unión, y otros canales hasta el mar abierto.

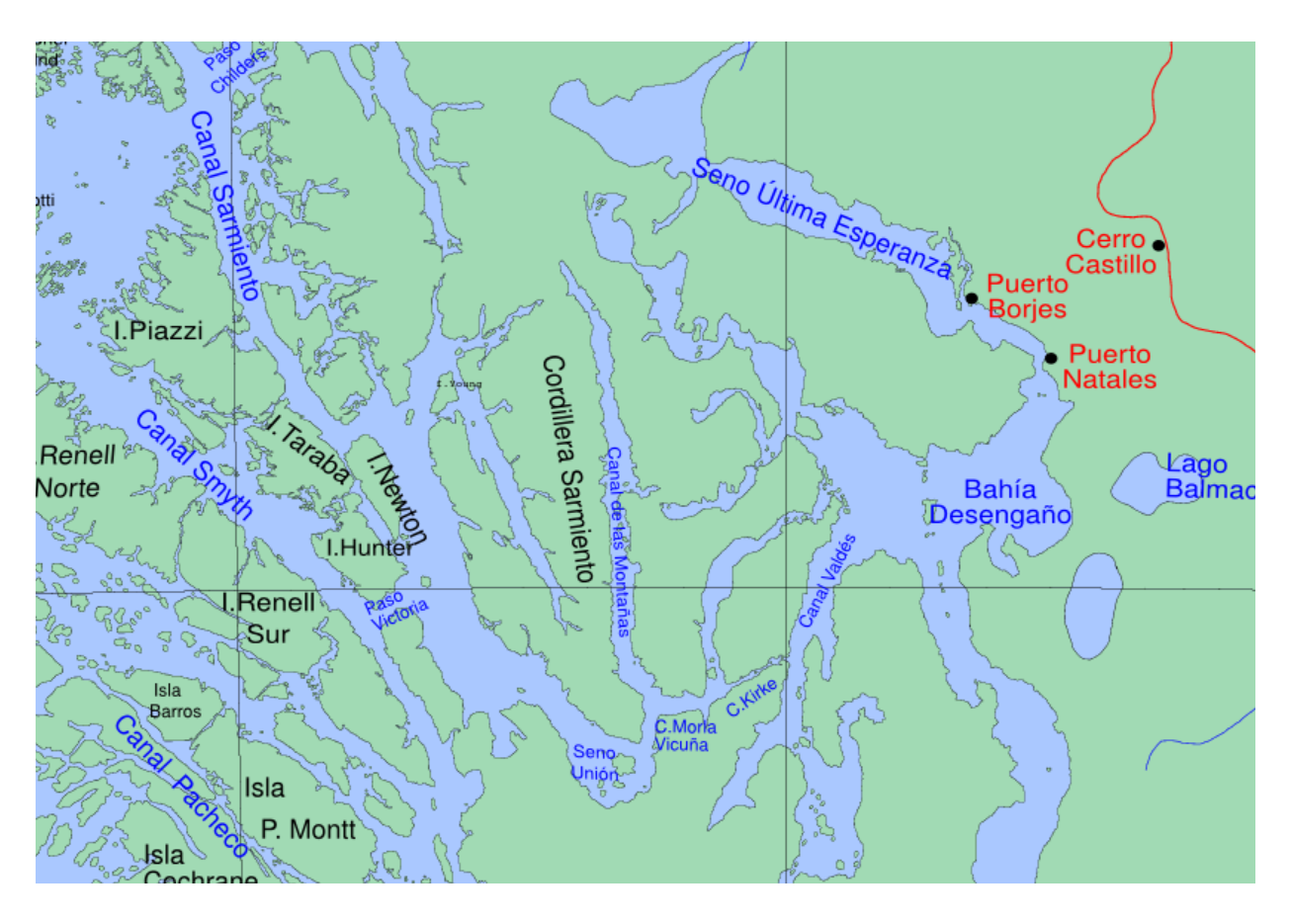
Acceso marítimo al seno Última Esperanza.

El Gobierno chileno sostenía que la adjudicación de costas en el Pacífico a la Argentina era un error del tratado. Al menos desde 1877 Chile había realizado concesiones de tierras en la zona en disputa.

## Algunos incidentes
El teniente de navío Carlos María Moyano en noviembre de 1883 realizó la exploración completa del río Gallegos, y de su afluente el río Turbio, por encargo del Instituto Geográfico Argentino (fundado por Estanislao Zeballos en 1879), alcanzando luego los senos Obstrucción y Última Esperanza.

En varios puntos de los que solo puedo precisar de una manera exacta la parte comprendida al sur del paralelo 51º 25' las aguas del Pacífico se internan por entre la cordillera de los Andes a este lado de la Patagonia oriental, formando grandes golfos o bahías en territorio argentino, como Worsley Sound, Última Esperanza y Obstrucción, que a mi entender solo son una continuación interrumpida por alguna lengua de tierra, de la gran depresión que más al norte ocupan los lagos (...)
Informe de Moyano

Luego de la publicación del informe de Moyano en marzo de 1887, denominado Patagonia Austral. Exploración de los Ríos Gallego, Coile, Santa Cruz y Canales del Pacífico, se produjeron incidentes fronterizos en la zona. Entre ellos, uno ocurrido a fines de octubre de 1900 cuando el gobernador del Territorio Nacional de Santa Cruz, Matías Mackinlay Zapiola, envió una expedición de 13 hombres hacia el seno Última Esperanza, quienes ocuparon el sitio en el cual el gobierno chileno fundó luego (en 1911) la ciudad de Puerto Natales. Como la Comandancia del Apostadero Naval de Punta Arenas envió al escampavía Huemul, el 16 de noviembre de 1900 se produjo la retirada del contingente argentino, sin enfrentamientos. Entre el 8 de febrero y el 24 de mayo, se produjeron nuevos incidentes en el cerro Palique en la misma región.
La posición argentina fue recogida por el cartógrafo peruano Mariano Paz Soldán en su Atlas Geográfico de la República Argentina de 1888.

## Solución de la disputa
El 1 de mayo de 1893 el canciller chileno Isidoro Errázuriz y el plenipotenciario argentino Norberto Quirno Costa firmaron un Protocolo Adicional y Aclaratorio del Tratado de 1881, que subsanó el problema de las costas, disponiendo en su artículo 2:

(...) entendiéndose que, por las disposiciones de dicho Tratado, la soberanía de cada Estado sobre el litoral respectivo es absoluta, de tal suerte que Chile no puede pretender punto alguno hacia el Atlántico, como la República Argentina no puede pretenderlo hacia el Pacífico. Si en la parte peninsular del sur, al acercarse al paralelo 52, apareciere la Cordillera internada entre los canales del Pacífico que allí existen, los Peritos dispondrán el estudio del terreno para fijar una línea divisoria que deje a Chile las costas de esos canales; en vista de cuyos estudios, ambos Gobiernos la determinarán amigablemente.
Protocolo de 1893

El 17 de abril de 1896 el ministro plenipotenciario argentino en Chile, Quirno Costa, y el ministro de relaciones exteriores chileno, Adolfo Guerrero, firmaron un protocolo que sometía al arbitraje británico las disputas fronterizas, entre ellas la del seno Última Esperanza. En base al protocolo de 1893, el límite en torno al seno Última Esperanza fue establecido por el Laudo Arbitral británico del 20 de noviembre de 1902.